# Редько, Николай Владимирович
Редько Николай Владимирович (1918 — 1993) — советский солдат, участник Великой Отечественной войны, полный кавалер ордена Славы. В 1941—1945 годах — командир отделения разведывательного взвода 137-го стрелкового полка, старший сержант. Проходил воинскую службу в 47-й гвардейской стрелковой Нижнеднепровской Краснознамённой дивизии ордена Богдана Хмельницкого, в 4-м стрелковом корпусе, 8-й армии, 1-го Белорусского фронта.

## Биография
Родился в 1918 году 25 декабря в деревне Тахта Тахтинского района Ставрополья. Родители трудились рабочими. По завершении начального образования с 14 лет работал в колхозной тракторной бригаде. Призван в РККА в 1938 году. Воевал на полях Отечественной войны с сентября 1941 года на двух фронтах: Белорусском и Украинском.
В мае 1945 года уволен в запас. Жил в городе Соколе Вологодской области. Работал в геологоразведочных партиях на Дальнем Востоке и железнодорожным рабочим в депо города Заполярный Мурманской области. Награжден медалями. Умер в 1979 году.
В Вологде в Кировском сквере установлен обелиск воинской славы. На вертикальной стеле высечены 173 имени, среди которых увековечено имя Редько Н. В.

## Орден Славы 3-й степени
5 февраля 1944 года в ходе Корсунь-Шевченковской операции совершил подвиг, за который он был награжден военным орденом Славы 3-й степени. Проявил себя мужественным и храбрым военнослужащим, опытным и находчивым при выполнении разведывательных заданий. В ходе успешного боя за деревню Большая Костромка парализовал сопротивление противника. Немецкие потери составили 7 человек.
13 марта 1944 года в бою недалеко от сел Мелеевка и Ново-Сергеевка проявил выдающиеся отвагу и смелость. В первых рядах вошел в населённый пункт, взял 2 фашистских солдат в плен и уничтожил 3 противников. 26 апреля 1944 года Приказом № 058/н рядовой Редько награждён орденом Славы 3-й степени.

## Орден Славы 2-й степени
За подвиги, совершенные в ходе боевых действий Люблинско-Брестской операции, получил орден Славы 2-й степени. 18 июля 1944 года Редько Н. В. в бою у города Ковель Волынской области Украинской ССР ворвался в расположение противника, захватил в плен немецкого ефрейтора, уничтожил 2 немецких солдат. 20 июля 1944 в бою за город Любомль Волынской области Украинской ССР уничтожил 4 гитлеровских автоматчиков. Приказом 7 сентября 1944 года № 327/н Николай Владимирович Редько награждён орденом Славы 2-й степени.

## Орден Славы 1-й степени
14 января 1945 года недалеко от столицы Польши — Варшавы старший сержант Редько выполнял разведывательное задание. На протяжении двух суток командование полка получало важную информацию о месторасположении гитлеровских войск. Во время задания был схвачен гитлеровский офицер и 3 солдат, уничтожил 18 противников. 2-3 февраля 1945 года Редько Н. В. в составе воинского отделения первым переправился через реку Одер в районе Кюстринского плацдарма в Западной Польше, и доставил важные сведения о дислокации фашистско-немецких войск. Указом Президиума Верховного Совета от 31 мая 1945 года № 221/438 за образцовое выполнение боевых заданий и проявленные доблесть и мужество старший сержант Редько Николай Владимирович награждён орденом Славы 1-й степени.

## Орден Отечественной войны 2-й степени
Во время Берлинской наступательной операции в составе группы разведчиков дважды переходил линию фронта. Результатом задания стало получение важных сведений о дислокации гитлеровских войск. При переправе через реку Шпрее в первых рядах ступил на берег. Разведывательная группа установила нахождение противотанкового орудия и минометной батареи, способствуя их своевременному уничтожению. Лично пленил 9 немецких солдат и уничтожил 2. Приказом № 0182/н от 15 мая 1945 года награждён Орденом Отечественной войны 2-й степени.

## Награды
- Орден Октябрьской Революции;
- Орден Отечественной войны 2-й степени (15 мая 1945 года) и 1-й степени (6 апреля 1985 года);
- Орден Славы 3-й степени (2 апреля 1944 год), 2-й степени (7 сентября 1944 года) и 1-й степени (31 мая 1945 года);
- Медали СССР.